# Дугал II Скрич (король Аргайла)
Дугал II Скрич (гэльск. Dugald II Screech) — король Аргайла из клана Макдугаллов (ок. 1200—ок. 1235).
Дугал Скрич был сыном Дугала, короля Островов, и соправителем своего брата Дункана. О нём известно лишь то, что король Норвегии Хокон IV считал его нелояльным. Что было тому причиной: ориентация на Шотландию или участие Дугала в борьбе за власть на Мэне, сказать трудно. Когда в 1230 г. Хокон IV послал на Гебриды крупный флот под командованием Успака, который подчинил острова и западное побережье Шотландии, Дугал Скрич был захвачен норвежцами в качестве заложника. О дальнейшей его судьбе ничего не известно.